# Stefano Vidili
Stefano Vidili (Torino, 17 giugno 1968) è un ex cestista italiano.